# Éric dos Santos
Pour les articles homonymes, voir Dos Santos.
Pas d'image ? Cliquez ici

a Compétitions nationales et continentales officielles uniquement.

b Matchs officiels uniquement.
Dernière mise à jour le 12 juillet 2022.
Éric dos Santos, né le 6 mai 1993, est un joueur franco-portugais de rugby à XV, international portugais, qui évolue au poste de deuxième ligne.

## Biographie
Né en région parisienne de parents portugais, Éric dos Santos déménage à Rion-des-Landes dès l'âge de 3 ans. Pratiquant d'abord le football, il se reconvertit ensuite pour le rugby à XV à 13 ans, au sein de la JS Rion. 
Il rejoint ensuite les équipes de jeunes du Stade montois, et porte le maillot national français en catégorie des moins de 18 ans.
Il connaît finalement sa première cape internationale sous le maillot du Portugal, affrontant le 8 juin 2012 les Jaguars d'Argentine dans le cadre de la Coupe des nations. Un an plus tard, il dispute le Trophée mondial des moins de 20 ans avec les Lobinhos, équipe nationale junior portugaise.
En championnat, dos Santos joue ses premières rencontres au niveau professionnel avec le Stade montois, en participant au Challenge européen. Il rejoint l'année suivante le Biarritz olympique, avec lequel il participe au Top 14 pendant la saison 2013-2014,.
Après avoir connu la descente en Pro D2 puis les rumeurs tumultueuses de fusion avec l'Aviron bayonnais, il choisit de quitter le monde professionnel en 2015 pour rejoindre l'AS Soustons. Dès sa première saison, il remporte le titre de champion de France en division Honneur,. Trois ans après l'accession en Fédérale 3, l'AS Soustons atteint la Fédérale 2.
Après cinq années sans expérience internationale, dos Santos est rappelé en équipe nationale en février 2020 pour disputer le championnat d'Europe, malgré son statut de joueur de Fédérale 2.
Lors de l'intersaison 2020, il s'engage à l'Anglet olympique évoluant alors en Fédérale 1.

## Palmarès
- Championnat de France Honneur :
  - Vainqueur : 2016 avec l'AS Soustons.